# Edgar Evans
Edgar Evans (Middleton, 7 marzo 1876 – Antartide, 17 febbraio 1912) è stato un esploratore e militare gallese, da non confondersi con il tenente Edward Evans, secondo in comando della spedizione Terra Nova.

## Formazione
Nato il 7 marzo 1876 nel villaggio di Rhossili in Galles, Evans è figlio di Charles Evans, un marinaio e di sua moglie Sarah Beynon. La famiglia si trasferì a Swansea dove studiò alla St. Helen School. All'età di quindici anni, per seguire le orme del padre, si arruolò nella Royal Navy nel 1891 e venne assegnato alla nave scuola HMS Ganges, assegnato successivamente nel 1899 alla HMS Majestic dove conosce Robert Scott, anch'egli ufficiale della nave.

### Spedizione Discovery
Nel 1901 Evans si unisce alla prima spedizione antartica di Scott imbarcandosi sulla nave RRS Discovery. Nel 1903, insieme a William Lashly, accompagna Scott in una missione in slitta nel profondo ovest all'interno della terra della Regina Vittoria.

### Spedizione Terra Nova
Partito a bordo della nave Terra Nova, Evans stava per essere lasciato in Nuova Zelanda quando, ubriaco, cadde in acqua mentre tentava di salire a bordo, ma Scott, in virtù della loro lunga amicizia, decise di soprassedere sull'episodio. Roland Huntford, che ha curato diverse biografie di esploratori artici ed antartici tra cui quella di Scott, descrive Evans all'epoca della seconda spedizione in Antartide come "una figura enorme, dal collo taurino" anche se nell'ultimo periodo "era un po' ingrassato".
Giunti in Antartide Scott sceglie Evans come membro del gruppo diretto al Polo sud insieme al tenente Henry Robertson Bowers, Lawrence Oates ed al dottor Edward Adrian Wilson. Raggiunto il Polo il 17 gennaio 1912 il team scopre che Roald Amundsen li ha preceduti di quasi un mese. Il viaggio di ritorno si rivela essere una vera sfida per la sopravvivenza. Evans si ferisce ad una mano in un incidente nei pressi del Polo ed il taglio non si rimargina correttamente. Nel prosieguo del tragitto le condizioni fisiche e mentali di Evans si deteriorano rapidamente, a complicare la sua situazione si aggiunge un'ulteriore lesione alla testa che si procura il 4 febbraio cadendo in un crepaccio. Negli stessi giorni inizia ad accusare congelamenti alle dita ed al naso.
Il 16 febbraio 1912 Evans collassa nei pressi del ghiacciaio Beardmore. Il mattino seguente, impossibilitato a muoversi, viene lasciato indietro mentre i compagni di spedizione trascinano le slitte sino al vicino deposito di rifornimenti per poi tornare indietro e caricarlo su una slitta vuota. Evans muore però in tenda la notte stessa. Negli appunti di viaggio di Scott e degli altri esploratori non è scritto cosa venne fatto del corpo.